# Oskar Korschelt

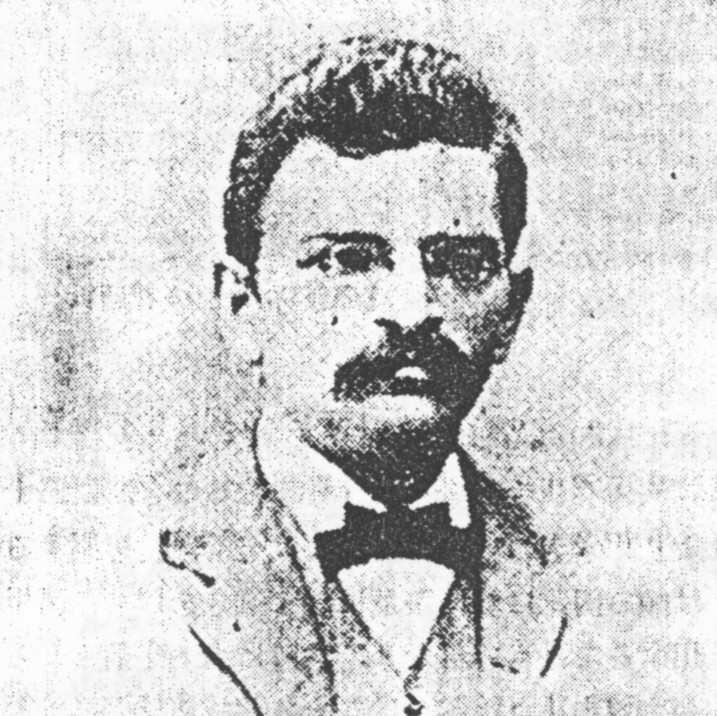
Oskar Korschelt

Oskar Korschelt (fallecido en Sajonia en 1941) (algunas fuentes le asignan incorrectamente el nombre Oscar u Otto) fue un ingeniero y químico alemán que introdujo el asiático juego de mesa de estrategia del Go en Europa, especialmente en Alemania y Austria.
Era un químico industrial que trabajaba en la industria cervezera. Llegó a Japón en 1875, enseñando en la Escuela Médica de Tokio, que al año siguiente se fusionó en la Universidad de Tokio. En 1880 abandonó su puesto académico, para trabajar en el análisis de suelos para el gobierno japonés. Dejó el Japón en 1884.
Conoció el juego de la mano de Honinbo Shuho mientras estaba en Japón. Se dice que jugaban con una ventaja de seis piedras. Tras su retornó vivió en Leipzig.
Publicó un detallado artículo sobre el Go, Das japanisch-chinesische Spiel Go, ein Konkurrent des Schach, en el periódico Mitteilungen der Deutschen Gesellschaft für Natur und Völkerkunde Ostasiens en 1880/1. Este reportaje contenía comentarios detallados sobre partidas de expertos. Unos pocos años más tarde publicó un libro basado en artículos, Das "Go"-Spiel, de 1884, basándose en varias fuentes japonesas.